# Arashio (tàu khu trục Nhật)
Arashio (tiếng Nhật: 荒潮) là một tàu khu trục hạng nhất của Hải quân Đế quốc Nhật Bản thuộc lớp tàu khu trục Asashio bao gồm mười chiếc được chế tạo vào giữa những năm 1930. Arashio đã tham gia nhiều hoạt động tại Mặt trận Thái Bình Dương trong Chiến tranh Thế giới thứ hai trước khi bị máy bay Mỹ đánh chìm trong Trận chiến biển Bismarck vào ngày 4 tháng 3 năm 1943.

## Thiết kế và chế tạo
Được chấp thuận cho chế tạo trong khuôn khổ Chương trình Bổ sung Vũ khí Hải quân Nhật Bản thứ hai (Maru-2), những chiếc trong lớp tàu khu trục Asahio có kích thước lớn hơn và nhiều khả năng hơn so với lớp tàu khu trục Shiratsuyu dẫn trước, vì các nhà thiết kế hải quân Nhật Bản không còn bị gò bó trong những giới hạn của Hiệp ước Hải quân London. Những con tàu có kích cỡ tương đương tàu tuần dương hạng nhẹ này được thiết kế để tận dụng ưu thế dẫn đầu của Nhật Bản trong kỹ thuật ngư lôi, để tháp tùng lực lượng tấn công chủ lực của Hạm đội Nhật cũng như để tấn công cả ngày lẫn đêm nhắm vào Hải quân Hoa Kỳ, khi họ băng ngang Thái Bình Dương theo giả định của lý thuyết chiến lược Nhật Bản. Cho dù là một trong những lớp tàu khu trục mạnh mẽ nhất thế giới vào lúc hoàn tất, không có chiếc nào sống sót qua cuộc Chiến tranh Thái Bình Dương.
Arashio được đặt lườn tại Xưởng đóng tàu Kawasaki ở Kobe vào ngày 1 tháng 10 năm 1935, được hạ thủy vào ngày 26 tháng 5 năm 1937 và đưa ra hoạt động vào ngày 30 tháng 12 năm 1937.

## Lịch sử hoạt động
Vào lúc xảy ra cuộc tấn công Trân Châu Cảng, dưới quyền chỉ huy của Thiếu tá Hải quân Hideo Kuboki, Arashio được phân về Hải đội Khu trục 8, và là một thành viên của Phân Hạm đội Khu trục 2, hộ tống thành phần chủ lực của Lực lượng Viễn chinh Phương Nam dưới quyền Đô đốc Nobutake Kondō rời Quân khu Bảo vệ Mako để hỗ trợ từ xa cho các lực lượng đổ bộ lên Malaya và Philippines vào tháng 12 năm 1941. Arashio hộ tống một đoàn tàu vận tải chuyển binh lính từ Mako về phía Singora thuộc Malaya, rồi quay về Hong Kong vào ngày 5 tháng 1 năm 1942. Nó hộ tống một đoàn tàu chuyển binh lính khác đến Davao, rồi tham gia lực lượng chiếm đóng Ambon ngày 31 tháng 1, Makassar vào ngày 8 tháng 2 và Bali/Lombok vào ngày 18 tháng 2.
Trong đêm 19 tháng 2 năm 1942, Arashio tham gia Trận chiến eo biển Badoeng, bước vào trận chiến trễ do đang hộ tống chiếc tàu vận tải Sagami Maru. Nó quay về Xưởng hải quân Yokosuka vào tháng 3, và được phân về Hạm đội 2 vào ngày 10 tháng 4. Nó đã tham gia vào việc bao vây Corregidor trong Chiến dịch Philippines từ ngày 24 tháng 4 đến ngày 18 tháng 5, rồi quay trở về Kure.
Sau khi hộ tống một đoàn tàu vận tải đi đến Guam vào cuối tháng 5, Arashio tham gia hộ tống cho Lực lượng Tấn công dưới quyền chỉ huy chung của Đô đốc Takeo Kurita trong trận Midway. Nó bị hư hại nặng bởi cuộc không kích của máy bay Hải quân Mỹ vào ngày 6 tháng 6, khi một quả bom đánh trúng trực tiếp khiến 37 thành viên thủy thủ đoàn thiệt mạng và thêm nhiều người bị thương, trong đó có Tư lệnh Hải đội Khu trục 8 Trung tá Hải quân Nobuki Ogawa. Cho dù bị hư hại, nó vẫn trợ giúp tàu khu trục chị em Asashio trong việc cứu vớt những người còn sống sót từ chiếc tàu tuần dương hạng nặng Mikuma bị đánh chìm và hộ tống chiếc Mogami bị hư hại quay trở về Truk. Tại đây, nó được chiếc Akashi sửa chữa khẩn cấp, cho phép nó quay về đến Sasebo Naval Arsenal vào ngày 23 tháng 7.
Sau khi hoàn tất việc sửa chữa vào ngày 20 tháng 10, Arashio được phái đến Rabaul và đã thực hiện mười ba chuyến đi vận chuyển tốc độ cao "Tốc hành Tokyo" đến Buna, đảo Shortland, Kolombangara, Guadalcanal và Wewak cho đến giữa tháng 2 năm 1943. Vào ngày 20 tháng 2, nó cứu vớt những người còn sống sót từ chiếc tàu khu trục chị em Ōshio ngoài khơi Wewak. Sau đóArashio được phân về Hạm đội 8 từ ngày 25 tháng 2 năm 1943.
Trong Trận chiến biển Bismarck vào ngày 3 tháng 3, Arashio bị ném trúng ba quả bom từ máy bay của Hải quân Mỹ, làm hư hại bánh lái khiến nó va chạm với tàu khu trục Nojima. Tàu khu trục Yukikaze đã cứu vớt được 176 người sống sót, nhưng không bao gồm thuyền trưởng, Thiếu tá Hải quân Hideo Kuboki. Xác tàu bỏ lại bị máy bay Mỹ đánh chìm ở tọa độ 07°15′N 148°30′Đ / 7,25°N 148,5°Đ, khoảng 55 hải lý (102 km) về phía Đông Nam Finschhafen, New Guinea.
Arashio được rút khỏi danh sách Đăng bạ Hải quân vào ngày 1 tháng 4 năm 1943.